# Gine von Schober
Ludwiga (Gine) von Schober, född omkring 1790 på Torup, Bara socken, Malmöhus län, död 1812 troligen i Wien, var en österrikisk målare.
Hon var dotter till inspektoren på Torup hovrådet Tore Franz Schober och Catharina Derffel (Derphel) och från 1810 gift med sångaren Giuseppe Soboni samt bror till Axel Arvid Franz von Schober och konstnären Franz von Schober. von Schober kom i unga år efter sin faders död 1802 till Wien med sin mor. Hon var till en början en talangfull amatörkonstnär och har bland annat utfört en målning av maken i hans roll i operan Die Vestalin. Hon avled genom en olyckshändelse när hennes make skulle avfyra ett till endast hälften avfyrat fyrverkeriskott. 